# Рогачевський Георгій Олексійович
Георгій Олексійович Рогачевський (5 травня 1920, Лісне — 7 серпня 1996, Київ) — Герой Радянського Союзу, в роки німецько-радянської війни командир ланки торпедних катерів 2-го дивізіону 1-ї Севастопольської ордена Нахімова бригади торпедних катерів Чорноморського флоту, старший лейтенант.

## Біографія
Народився 5 травня 1920 року в селі Лісне Середино-Будського району Сумської області України в сім'ї робітника. Росіянин. Член ВКП (б) / КПРС з 1946 року. Разом з батьками переїхав до селища Вороніж Шосткинського району, а в 1928 році — в Путивль, а потім — до Глухова. У 1937 році закінчив середню школу.
У Військово-Морському Флоті з 1937 року. У 1939 році закінчив Військово-морське артилерійське училище, а в 1941 році — Чорноморське вище військово-морське училище в Севастополі. У березні 1941 року у званні мічмана направлений в 1-у бригаду торпедних катерів. Напередодні війни командував ТКА-42. На цьому катері провоював майже всі роки німецько-радянської війни.
Учасник радянсько-німецької війни з 1941 року. В період боїв за відвоювання Криму з 3 по 4 травня 1944 року потопив транспорт і 2 баржі противника.
Указом Президії Верховної Ради СРСР від 16 травня 1944 року за мужність і відвагу, проявлені в боях при визволенні Криму, старшому лейтенанту Георгію Олексійовичу Рогачевському присвоєно звання Героя Радянського Союзу з врученням ордена Леніна і медалі «Золота Зірка» (№ 3799).
Після війни Георгій Рогачевський продовжував служити в ВМФ СРСР. У 1958 році закінчив Військово-морську академію в Ленінграді. Командував з'єднаннями кораблів, готував кадри для флоту. З 1971 року в чині капітана 1-го рангу — в запасі.

Могила Георгія Рогачевського.

Жив у місті Києві. Працював старшим інженером в Інституті геохімії і фізики мінералів Академії наук УРСР. Був дійсним членом мінералогічного товариства СРСР. Помер 7 серпня 1996 року. Похований у Києві на міському кладовищі «Берківці».

## Нагороди
Нагороджений орденом Леніна, двома орденами Червоного Прапора, орденом Вітчизняної війни 1-го ступеня, трьома орденами Червоної Зірки, медалями.

## У мистецтві
У 1948 році скульптурний портрет Героя виконав радянський скульптор Степан Карташов (зберігається у Сімферопольському художньому музеї).